# Vuk Todorović
Vuk Todorović (cyryl. Вук Тодоровић; ur. 23 kwietnia 1998) – serbski siatkarz, reprezentant kraju, grający na pozycji rozgrywającego.
Swoją karierę seniorską rozpoczął w klubie OK Vojvodina Nowy Sad, grając tam w latach 2017-2021. W letnim okresie transferowym w 2021 roku podpisał kontrakt z drużyną ze stolicy Słowenii - ACH Volley Lublana, gdzie również był graczem w sezonie 2022/2023. Sezon 2023/2024 spędził w plusligowym klubie Cerrad Enea Czarni Radom.

## Sukcesy klubowe
Mistrzostwo Serbii:
- 2018[5], 2019, 2021

Superpuchar Serbii:
- 2019, 2020

Puchar Serbii:
- 2020

Puchar Słowenii:
- 2022, 2023[6]

MEVZA - Liga Środkowoeuropejska:
- 2022[7], 2023[8]

Mistrzostwo Słowenii:
- 2022[9], 2023[10]

## Sukcesy reprezentacyjne
Mistrzostwa Europy:
- 2019